# RTL 102.5 TV
RTL 102.5 TV è un'emittente televisiva tematica italiana che ritrasmette il segnale audio della radio RTL 102.5 con l'aggiunta di riprese in diretta dagli studi e video musicali, adattati alla versione radiofonica del brano; in assenza di un video ufficiale, viene mandato in onda un montaggio di video precedenti dell'artista oppure, per i brani messi in rotazione dall'autunno 2012 in poi, una sequenza di sue immagini tra quelle postate sui relativi profili dei social network.

## Storia
RTL 102.5 TV nasce nel 2000, con il nome di 102.5 Hit Channel, basandosi sui webmessage che arrivano dal sito, con l'obiettivo di creare una rete di riferimento per le generazioni più giovani. Il primo DJ a presentare al pubblico è DJ Ringo, con una trasmissione interamente dedicata alla musica rock.
Nel giugno 2002 RTL 102.5 sigla un accordo con Claudio Cecchetto, nominandolo direttore artistico del canale radiotelevisivo. Inizia così il ciclo che caratterizzerà 102.5 Hit Channel fino al 2005. La prima cosa che fa Cecchetto è di eliminare ogni riferimento alla radio madre, e così il supermedia sarà conosciuto semplicemente con il nome di Hit Channel. Poi va a esplorare nelle altre radio in cerca di giovani talenti radiofonici. È così che al canale arrivano a condurre Vanessa Incontrada, Alan Palmieri (attuale direttore di Radionorba), Sophia Santori, Oliver Dawson, Mirko Mengozzi (attualmente a Radio Italia) e tanti altri, stravolgendo tutto il palinsesto.
Nel 2004 Cecchetto lascia Hit Channel, subentra al suo posto Gaetano Puglisi e prima del 2005 non verrà compiuta alcuna modifica significativa nell'emittente. Nel maggio del 2005 RTL 102.5 decide di dare una svolta epocale a Hit Channel, per far partire il progetto radiovisivo e alzare gli ascolti, che nell'ultimo periodo erano notevolmente calati. Si parte con il girare tutte le frequenze della radio-tv alla stessa RTL. Poi si decide di cambiare il nome della TV in RTL 102.5 Hit Channel, che verrà cambiato in RTL 102.5 Radiotelevisione e infine nell'attuale RTL 102.5 TV.
Il 4 settembre 2006 viene avviato il progetto radiovisione, con delle prove, infatti vengono messi provvisoriamente in onda solo due programmi (Miseria e Nobiltà, e la Suite 102.5), con tanto di spot radiofonici e Giornale Orario. Le prove registrano ottimi ascolti e allora nel 2007 RTL 102.5 decide di estendere gradualmente tutto il suo palinsesto sulla TV. I programmi in contemporanea vengono messi in onda fino alla mezzanotte, per poi riprendere alle 6 del mattino. Ad agosto RTL 102.5 va in onda da Reggio Calabria e la contemporanea si ferma fino al 2010. Iniziavano a diffondersi sulla rotazione quotidiana della TV alcuni jingle che annunciano la radiovisione totale a partire da settembre. Da questo momento i programmi in onda nella radio (quasi tutti, ma con qualche eccezione) vanno in onda anche sul canale televisivo. Da agosto 2011 la radiovisione trasmette anche in diretta da Reggio Calabria.
Dal 14 novembre 2011 il canale passa al formato panoramico 16:9 e vengono rinnovati i jingle. Dal 4 novembre 2013, viene anche cambiato il font dei titoli delle canzoni e dei messaggi che appaiono sullo schermo.
Il 20 ottobre 2016 viene aggiunta sul mux TIMB 1 la sua copia "HDTV", anche se continua a trasmettere in SDTV.
A gennaio 2017 viene aggiunta la versione HD sul satellite nelle LCN Tivùsat e Sky Italia, anche se trasmette in HD forzato.
Il 19 settembre la versione HD sul satellite trasmette l'evento Power Hits Estate 2017 in HD nativo. Alla fine dell'evento, torna a trasmettere in HD forzato.
Da febbraio 2018 iniziano le trasmissioni definitive in HD nativo sul satellite.
A maggio 2018 vengono rinnovati i jingle.
A dicembre 2018 viene rinnovata la veste grafica.
Dal 1º dicembre 2020 il canale, insieme a Radiofreccia e a Radio Zeta, trasmette sul digitale terrestre solo in alta definizione.

## Palinsesto attuale
Sono trasmessi in contemporanea radio-tv tutti i programmi in palinsesto su RTL 102.5, tutte le edizioni del giornale orario e le informazioni sul traffico (ViaRadio). Inoltre durante le notizie è fornito un rullo con le news in breve.
Dal 9 aprile 2018 anche gli spot radiofonici sono trasmessi in contemporanea radio-tv andando a completare definitivamente la radiovisione.

## Copertura
RTL 102.5 TV è in onda su satellite, su digitale terrestre e sul web in streaming: sulla piattaforma Sky è trasmesso in chiaro sul canale 736; sulla piattaforma Tivùsat e sul DTT (mux Persidera 3) è trasmesso in chiaro sui canali 36 e 536.

## Ascolti

### Share mensile
Giorno medio mensile su target individui 4+.
| Anno | Gen   | Feb   | Mar   | Apr   | Mag   | Giu   | Lug   | Ago   | Set   | Ott   | Nov   | Dic   | Media anno |
| ---- | ----- | ----- | ----- | ----- | ----- | ----- | ----- | ----- | ----- | ----- | ----- | ----- | ---------- |
| 2011 | 0,09% | 0,07% | 0,07% | 0,09% | 0,08% | 0,09% | 0,14% | 0,19% | 0,16% | 0,12% | 0,13% | 0,17% | 0,12%      |
| 2012 | 0,15% | 0,14% | 0,15% | 0,16% | 0,18% | 0,20% | 0,24% | 0,25% | 0,20% | 0,19% | 0,20% | 0,23% | 0,19%      |
| 2013 | 0,19% | 0,17% | 0,18% | 0,17% | 0,18% | 0,21% | 0,25% | 0,28% | 0,20% | 0,18% | 0,19% | 0,22% | 0,20%      |
| 2014 | 0,20% | 0,16% | 0,16% | 0,19% | 0,17% | 0,22% | 0,27% | 0,29% | 0,24% | 0,20% | 0,19% | 0,23% | 0,21%      |
| 2015 | 0,18% | 0,20% | 0,21% | 0,22% | 0,22% | 0,25% | 0,29% | 0,36% | 0,26% | 0,21% | 0,20% | 0,28% | 0,24%      |
| 2016 | 0,25% | 0,23% | 0,19% | 0,21% | 0,21% | 0,25% | 0,37% | 0,32% | 0,24% | 0,22% | 0,22% | 0,31% | 0,25%      |
| 2017 | 0,28% | 0,25% | 0,26% | 0,29% | 0,32% | 0,33% | 0,35% | 0,38% | 0,27% | 0,24% | 0,22% | 0,29% | 0,29%      |
| 2018 | 0,26% | 0,23% | 0,23% | 0,25% | 0,27% | 0,29% | 0,32% | 0,36% | 0,30% | 0,24% | 0,22% | 0,26% | 0,27%      |
| 2019 | 0,22% | 0,22% | 0,23% | 0,24% | 0,24% | 0,28% | 0,26% | 0,33% | 0,29% | 0,25% | 0,21% | 0,25% | 0,25%      |
| 2020 | 0,22% | 0,20% | 0,24% | 0,26% | 0,23% | 0,24% | 0,28% | 0,30% | 0,25% | 0,20% | 0,19% | 0,19% | 0,23%      |
| 2021 | 0,15% | 0,15% | 0,16% | 0,17% | 0,17% | 0,18% | 0,21% | 0,23% | 0,20% | 0,16% | 0,15% | 0,16% | 0,17%      |
| 2022 | 0,14% | 0,13% | 0,12% | 0,15% | 0,17% | -     | -     | -     | -     | -     | 0,14% | -     | 0,16%      |
| 2023 | 0,17% | 0,20% | 0,20% | 0,20% | 0,20% | 0,18% | 0,21% | 0,26% | 0,18% | 0,16% | 0,16% | 0,19% | 0,19%      |
| 2024 | 0,19% | 0,19% | 0,18% | 0,19% | 0,19% | 0,19% | 0,15% | 0,19% | 0,16% | 0,15% | 0,17% | 0,18% | 0,18%      |
| 2025 | 0,15% | 0,15% | 0,15% | 0,15% | 0,15% | 0,17% |       |       |       |       |       |       |            |